# 辣警霸王花
《辣警霸王花》（英語：Special Female Force），原名《辣警學堂》，是一部於2016年上映的香港喜劇電影，由錢國偉導演，岑麗香、鄭欣宜、何佩瑜、崔碧珈主演。該片以1988年香港電影《霸王花》為藍本。2016年10月13日于香港和馬來西亞同步上映。續作為《辣警霸王花2不義之戰》。

## 劇情
特種部隊 [[霸王花]] 奉命出征泰國，緝捕頭號通緝犯「總統」，結果因一位好勝隊員違抗命令最終任務失敗，其他隊員壯烈犧牲，「霸王花」從此解散。二十年後警隊重組霸王花，挑選了一批女訓練員進入訓練營，她們六人年紀相若，但性格各異雖被編進同一組，卻各懷不同的原因來投考。

## 演員表

### 警方

#### 霸王花（二十年前）
| 演员姓名            | 角色名称 | 介绍 |
| 鄧麗欣（二十年前）  | Madam方  | 隊長 黃遠輝之下屬 Macy、Jessica、思琳、嘉桓、紫睿之上司兼閨蜜 龍、冬子之天敵 「總統」之天敵，於泰國的追捕行動中槍殺其                        |
| 楊思琦(特别演出)    | Macy     | 王雅花之母 Madam方之下屬兼閨蜜 Jessica、思琳、嘉桓、紫睿之閨蜜 黃遠輝之下屬 「總統」、冬子之天敵 龍之天敵，於泰國的追捕行動中被其虐殺致死    |
| Jessica C(特别演出) | Jessica  | 黃遠輝之下屬 Madam方之下屬兼閨蜜 Macy、思琳、嘉桓、紫睿之閨蜜 「總統」、冬子之天敵 龍之天敵，於泰國的追捕行動中被其虐殺致死                  |
| 陳嘉桓(特别演出)    | 嘉桓     | 黃遠輝之下屬 Madam方之下屬兼閨蜜 Macy、思琳、Jessica、紫睿之閨蜜 「總統」、冬子之天敵 龍之天敵，於泰國的追捕行動中被其虐殺致死               |
| 唐紫睿(特别演出)    | 紫睿     | 黃遠輝之下屬 Madam方之下屬兼閨蜜 Macy、思琳、嘉桓、Jessica之閨蜜 「總統」、龍之天敵 冬子之天敵，於泰國的追捕行動中被其近身槍殺而死           |
| 郭思琳(特别演出)    | 思琳     | 黃遠輝之下屬 Madam方之下屬兼閨蜜 Macy、Jessica、嘉桓、紫睿之閨蜜 「總統」、龍之天敵 冬子之天敵，於泰國的追捕行動中被其遠距離射擊擊中腦部致死 |

#### 霸王花訓練營

##### 教官
| 演员姓名          | 角色名称 | 介绍 |
| 梁 琤（二十年後） | Madam方  | 總督察 因Macy之死而成為王雅花之針對對象，後王雅花經黃遠輝勸說而和好 谷俊之天敵 為Macy而協助D-Team於馬來西亞機場瓦解以「總統」為首的恐怖份子組織 |
| 陳宛蔚            | Madam鄺  | 助理教官 |
| 莊思敏            | Madam湯  | 助理教官 |

##### 學員（D-Team）
- 於模擬反恐戰中被淘汰革走而被黃遠輝利用而訛稱為「霸王花 B-Team」，於片尾Madam方宣佈正式成為「霸王花 B-Team」
- A-Team之競爭對手兼天敵，後和好
- 於馬來西亞機場一役成功瓦解以「總統」為首的恐怖份子組織

| 演员姓名 | 角色名称 | 介绍 |
| 李元玲   | 梁嘉儀   | Cat 隊長 Roy之女友，初期不被其支持當警察，經馬來西亞機場一役後改觀 王雅花、鄧凱賢、歐佩玲、關慧豪之上司兼閨蜜 李瞳之上司，被其嫌棄實力差，後和好成為閨蜜 谷俊、龍、冬子之天敵                                                               |
| 岑麗香   | 王雅花   | Macy之女 梁嘉儀之下屬兼閨蜜 鄧凱賢、歐佩玲、關慧豪之閨蜜 初期被李瞳嫌棄實力差，後和好成為閨蜜 因Macy之死而針對Madam方，後經黃遠輝勸說而和好 谷俊、冬子之天敵 龍之天敵，於馬來西亞機場追捕行動中將其一拳打晕                                 |
| 鄭欣宜   | 鄧凱賢   | 慳妹 隸屬油麻地車隊，警員編號：7667 梁嘉儀之下屬兼閨蜜 王雅花、歐佩玲、關慧豪之閨蜜 初期被李瞳嫌棄實力差，後和好成為閨蜜 向樓南光挑戰吃蛋比賽中失敗 谷俊、龍之天敵 冬子之天敵，於馬來西亞碼頭拯救已逃出谷俊魔掌的歐佩玲而被冬子射中頸部致死 |
| 崔碧珈   | 歐佩玲   | Ling Ling 梁嘉儀之下屬兼閨蜜 王雅花、鄧凱賢、關慧豪之閨蜜 初期被李瞳嫌棄實力差，後和好成為閨蜜 谷俊、龍、冬子之天敵 |
| 何佩瑜   | 李瞳     | 高俊文之私生女，被其瞧不起 曾被A-Team利用，後遭過河拆橋 梁嘉儀之下屬，初期嫌棄其實力差，後和好成為閨蜜 初期嫌棄王雅花、鄧凱賢、關慧豪、歐佩玲實力差，後和好成為閨蜜 谷俊、龍、冬子之天敵                                                    |
| 何佩珉   | 關慧豪   | 豪哥 隸屬旺角反黑組，警員編號：9823 梁嘉儀之下屬兼閨蜜 王雅花、鄧凱賢、歐佩玲之閨蜜 初期被李瞳嫌棄實力差，後和好成為閨蜜 谷俊、龍、冬子之天敵                                                                                               |

##### 學員（A-Team）
- D-Team之競爭對手兼天敵，後和好
- 利用李瞳，後過河拆橋

| 演员姓名 | 角色名称 | 介绍 |
| 童冰玉   | 何佩思   | Iris 隊長 隸屬中環重案組，警員編號︰8729 李潔、黃麗儀、苑智喬、黃芳、羅采文之上司兼閨蜜 與Madam方協助D-Team於馬來西亞機場瓦解以「總統」為首的恐怖份子組織 |
| 蔡潔     | 李潔     | 隸屬中環重案組，警員編號︰9527 何佩思之下屬兼閨蜜 黃麗儀、苑智喬、黃芳、羅采文之閨蜜                                                                      |
| 袁紫僑   | 苑智喬   | 何佩思之下屬兼閨蜜 黃麗儀、李潔、黃芳、羅采文之閨蜜 |
| 王若伊   | 黃麗儀   | 何佩思之下屬兼閨蜜 苑智喬、李潔、黃芳、羅采文之閨蜜 |
| 羅彩萌   | 羅采文   | 何佩思之下屬兼閨蜜 苑智喬、李潔、黃芳、黃麗儀之閨蜜 |
| 王嘉韵   | 黃芳     | 何佩思之下屬兼閨蜜 苑智喬、李潔、羅采文、黃麗儀之閨蜜 |

#### 飛虎隊
| 演员姓名 | 角色名称 | 介绍 |
| 盧惠光   |          | 隊長 Roy、樓南光、浩、文、雲之上司                                                                                               |
| 伍允龍   | Roy      | 盧惠光之下屬 梁嘉儀之男友，初期不支持其當警察，經馬來西亞機場一役後改觀 協助D-Team於馬來西亞機場瓦解以「總統」為首的恐怖份子組織 |
| 小 肥    | 樓南光   | 香港小林尊 盧惠光之下屬 浩、文、雲之同僚 向鄧凱賢挑戰吃蛋比賽中獲勝                                                              |
| 馬志威   | 浩       | 盧惠光之下屬 樓南光、文、雲之同僚                                                                                                |
| 周祉君   | 文       | 盧惠光之下屬 樓南光、浩、雲之同僚                                                                                                |
| 吳雲甫   | 雲       | 盧惠光之下屬 樓南光、浩、文之同僚                                                                                                |

## 主演
- 麥長青 飾 黃Sir
- Aaron Aziz 飾 總統
- 陳俊峰 飾 龍
- 余曉彤 飾 冬子

## 特別演出
- 錢嘉樂 飾 大頭仔
- 林曉峰 飾 皮爺
- 石天欣 飾 飯堂侍應